# Parque Provincial dos Dinossauros
O Parque Provincial dos Dinossauros é uma área protegida da província de Alberta, no Canadá, e que contém algumas das mais importantes descobertas paleontológicas do mundo derivadas da formação geológica que leva nome ao parque, em particular cerca de 60 espécies que representam sete famílias de dinossauros. Algumas das descobertas tem 75 milhões de anos.

## Paleontologia
O Parque Provincial dos Dinossauros preserva uma extraordinária diversidade de vertebrados de água doce. Os peixes incluem o tubarão, a raia, o peixe-espada, a amia, Semionotiformes, e o teleósteo. Os anfíbios incluem a anura, e o caudado. Quanto a répteis há o lagarto (como o Paleosaniwa), uma grande variedade de tartarugas, o crocodiliano e o Champsosaurus. Os mamíferos incluem o musaranho, os marsupiais, e roedores.
Fósseis de plantas gigantes são raros no parque, mas pólen e esporos recolhidos indicam que estas florestas campanianas contenham plátanos, magnólias, e metasequoias entre outras.  
Os dinossauros no parque são espantosamente diversos. Incluem:
Ceratopsia:
- Leptoceratops;
- Centrosaurus;
- Styracosaurus;
- Pachyrhinosaurus
- Chasmosaurus.

Hadrosauridae:
- Corythosaurus;
- Gryposaurus;
- Lambeosaurus;
- Prosaurolophus
- Parasaurolophus;

Ankylosauria:
- Panoplosaurus;
- Edmontonia;
- Euoplocephalus.

Hypsilophodontidae:
- Orodromeus.

Pachycephalosauria:
- Stegoceras.

Tyrannosauridae:
- Daspletosaurus;
- Gorgosaurus.

Ornithomimidae:
- Ornithomimus;
- Struthiomimus;
- Chirostenotes;
- Chirostenotes;
- Chirostenotes;

Dromaeosauridae:
- Dromaeosaurus;
- Saurornitholestes.

Troodontidae:
- Troodon.

Classificação incerta:
- Ricardoestesia.

Aves como Hesperornithiformes estavam presentes, assim como pterossauros.